# Tacna (regio)
Tacna (Aymara: Takna; Quechua: Taqna) is een kleine regio van Peru, gelegen in het uiterste zuiden van het land. De regio heeft een oppervlakte van 16.076 km² en heeft 341.838 inwoners (2015). Tacna grenst in het noorden aan Moquegua, in het oosten aan Puno en Bolivia, in het zuiden aan Chili en in het westen aan de Grote Oceaan. De hoofdstad is Tacna.

## Bestuurlijke indeling
De regio is verdeeld in vier provincies, die weer zijn onderverdeeld in 28 districten. Achter elke provincie wordt de hoofdplaats genoemd.
| Nr. | Provincie     | Inwoners | Oppervlakte | UBIGEO | Districten | Hoofdplaats | Inwoners |
| --- | ------------- | -------- | ----------- | ------ | ---------- | ----------- | -------- |
| 1   | Candarave     | 8.573    | 2.261 km²   | 2302   | 6          | Candarave   | 983      |
| 2   | Jorge Basadre | 9.892    | 2.929 km²   | 2303   | 3          | Locumba     | 1.001    |
| 3   | Tacna         | 325.731  | 8.066 km²   | 2301   | 11         | Tacna       | 293.116  |
| 4   | Tarata        | 8.305    | 2.820 km²   | 2304   | 8          | Tarata      | 2.802    |

| Detailkaart |
| ----------- |
|             |
| Provincies  |

Amazonas · Áncash · Apurímac · Arequipa · Ayacucho · Cajamarca · Callao · Cuzco · Huancavelica · Huánuco · Ica · Junín · La Libertad · Lambayeque · Lima · Loreto · Madre de Dios · Moquegua · Pasco · Piura · Puno · San Martín · Tacna · Tumbes · Ucayali

Zelfstandige provincie: Lima